# Assembleia Consultiva do Omã
A Assembleia Consultiva do Omã (Majlis al-Shura) é a câmara baixa do Conselho do Omã. É o único corpo legislativo no Omã cujos membros são todos eleitos democraticamente. A outra câmara do parlamento é Conselho de Estado (Majlis al-Dawla). Os candidatos vencedores são os que obtiverem o maior número de votos de acordo com os resultados oficiais. O Omã não permite a existência de partidos políticos.